# Diecezja Kapsabet
Diecezja Kapsabet  (łac. Dioecesis Kapsabetensis) – diecezja rzymskokatolicka w Kenii z siedzibą w Kapsabet. Sufragania metropolii Kisumu. Powstała 10 lipca 2025 z części terenu diecezji Eldoret. 

## Główne świątynie
- Katedra św. Piotra w Kapsabet

## Biskupi
- John Kiplimo Lelei (od 2025)